# 구려
구려(九黎) 또는 여(黎)는 중국의 신화 속에 등장하는 종족이다. 오늘날 황하 하류 일대, 즉 산동, 하북, 강소 지역에 거주하였으며 치우가 수령이며 황제와 전쟁을 벌였으나 패배하였다고 한다.
『노사』(송 대의 역사서) 국명기(國名紀)에 여(黎)는 하나라 제후인 구려(九黎)이다. 두예는 말하기를, ‘동이(東夷) 국가이다’ 라고 기록 하였다.

## 같이 보기
- 치우
- 먀오족
- 동이